# Jimmy Snuka
James Reiher Snuka (n. 18 mai 1943, Suva, Diviziunea Centrală, Fiji – d. 15 ianuarie 2017, Pompano Beach⁠(d), Florida, SUA) a fost un wrestler profesionist american, mai cunoscut sub numele de Jimmy "Superfly" Snuka. Este cunoscut pentru perioada sa în World Wrestling Federation (WWF) la mijlocul anilor '80. În plus, este creditat ca primul Campion ECW, și a introdus stilul de luptă aerian în WWE. El are o fiică, Tamina și un fiu adoptat, Deuce, ambii, de asemenea, luptători profesioniști.